# آنا (فیلم ۱۹۸۷)
آنا (به انگلیسی: Anna) نام فیلم درامی است که در سال ۱۹۸۷ در ایالات متحده آمریکا ساخته شد. سالی کرکلند موفق شد برای بازی در این فیلم برای دریافتِ جایزه اسکار بهترین بازیگر نقش اول زن نامزد شود.

## خلاصهٔ داستان
آنا هنرپیشه‌ای است میان‌سال، اهل جمهوری چک که برای کار به نیویورک آمده است. او که در کشورش هنرپیشهٔ معروفی بوده، پس از حملهٔ سال ۱۹۶۸ به چک مدتی زندانی شده و بعد اجباراً آن‌جا را ترک کرده است.
داستان این فیلم از زندگیِ واقعی الژبی‌یتا چژافسکا، هنرپیشهٔ لهستانی، الهام گرفته شده است.